# Diplomaragna anuchino
Diplomaragna anuchino är en mångfotingart som beskrevs av Shear 1990. Diplomaragna anuchino ingår i släktet Diplomaragna och familjen Diplomaragnidae. Inga underarter finns listade i Catalogue of Life.